# Ayyampettāi
Ayyampettāi är en ort i Indien.   Den ligger i distriktet Thanjavur och delstaten Tamil Nadu, i den södra delen av landet, 2 000 km söder om huvudstaden New Delhi. Ayyampettāi ligger 37 meter över havet och antalet invånare är 14 702.
Terrängen runt Ayyampettāi är mycket platt. Runt Ayyampettāi är det tätbefolkat, med 819 invånare per kvadratkilometer. Närmaste större samhälle är Thanjavur, 13,6 km söder om Ayyampettāi. Trakten runt Ayyampettāi består till största delen av jordbruksmark.